# 2015 au Québec
Cet article traite des événements survenus en 2015 au Québec. 

## Événements

### Janvier
- 1er janvier : L'ancienne gouverneure générale du Canada Michaëlle Jean devient la nouvelle secrétaire générale de l'Organisation internationale de la francophonie. Elle succède ainsi à l'ancien président sénégalais Abdou Diouf[1].
- 11 janvier - Des milliers de personnes manifestent contre le terrorisme et pour la liberté d'expression à Québec et Montréal à la suite de l'attentat contre le journal satirique français Charlie Hebdo, qui a fait 12 morts[2].
- 15 janvier - Le député péquiste et candidat à la direction de son parti, Bernard Drainville, dévoile les termes d'une nouvelle charte de la laïcité qui serait, selon lui, plus consensuelle. Selon cette nouvelle mouture, seuls les nouveaux employés de l'État ne pourraient pas arborer de signes religieux[3].
- 23 janvier - Jean-François Lisée se retire de la course à la direction du Parti québécois même s'il a réussi à récolter les 10 000 $ et les 2000 signatures nécessaires afin d'officialiser sa candidature. Il croit que Pierre Karl Péladeau deviendra le nouveau chef du PQ[4].
- 30 janvier
  - Accusé de fraude et de fabrication de faux documents, l'ancien directeur général de la FTQ-Construction, Jocelyn Dupuis, écope de 12 mois de prison[5].
  - Pierre Céré, candidat de Laurier-Dorion aux dernières élections de 2014 se lance dans la course à la direction du PQ[6].
  - Thierry Vandal annonce qu'il quittera son poste de président-directeur général d'Hydro-Québec le 1er mai après 10 ans de mandat[7].

### Février
- 6 février - L'Assemblée nationale adopte sous le bâillon le projet de loi 10 sur la réforme des structures dans le réseau de la santé[8].
- 10 février
  - La session parlementaire reprend à l'Assemblée nationale[9].
  - Début d’une vague de suicides à la Première Nation Innu Takuaikan Uashat Mak Mani-Utenam sur la Côte-Nord[10].
- 11 février - Québec renouvelle jusqu'au 30 novembre le mandat de la commission Charbonneau[11].
- 13 février - Sous la pression de sa population, la ville de Shawinigan refuse l'implantation d'une mosquée dans son parc industriel[12].
- 22 février - Début de la grève sociale québécoise de 2015[13].
- 26 février - Yves Bolduc démissionne comme ministre de l'Éducation, des Loisirs et du Sport et député de Jean-Talon.  Il quitte la politique pour retourner à la pratique de la médecine[14]
- 27 février - Lors d'un remaniement ministériel, François Blais hérite du ministère de l'Éducation, des Loisirs et des Sports. Sam Hamad cumulera le ministère du Travail et  celui de l'Emploi et de la Solidarité sociale[15].

### Mars
- 2 mars - Philippe Couillard rencontre le président François Hollande lors d'un voyage officiel de 5 jours en France. Il est accompagné de 5 ministres et de 70 personnalités venant du milieu des affaires et de la recherche[16].
- 6 mars - Dénonçant l'ingérence du ministre de la Santé, Gaétan Barrette, dans les affaires internes du Centre hospitalier de l'Université de Montréal, le directeur général de l'établissement, Jacques Turgeon, et le président du conseil d'administration, Jean-Claude Deschênes, démissionnent. Ils sont suivis par deux autres membres du conseil d'administration[17].
- 9 mars - Le péquiste Sylvain Rochon remporte l'élection partielle de Richelieu avec 710 voix de plus  que son plus proche adversaire, le caquiste Jean-Bernard Émond. Le candidat du PLQ, Benoit Théroux, arrive en troisième place. Rochon succède ainsi à Élaine Zakaïb, qui a démissionné il y a six mois[18].
- 10 mars - Après des négociations avec le gouvernement, Jacques Turgeon accepte de reprendre son poste de président-directeur général du CHUM pour une durée de trois ans[19].
- 15 mars - Mommy remporte le Jutra du meilleur film lors de la 17e soirée des prix Jutra. Il remporte 8 autres prix dont celui du meilleur scénario, de la meilleure réalisation et de la meilleure direction de la photographie. Antoine Olivier Pilon et Anne Dorval sont les meilleurs interprètes masculin et féminin de l'année. André Melançon, réalisateur de La Guerre des tuques, entre autres, remporte le Jutra-hommage[20].
- 18 mars
  - - Un nouveau groupe de presses, Capitales Médias, propriété de Martin Cauchon, achète les six quotidiens régionaux de Gesca: Le Soleil, Le Droit, Le Quotidien, Le Nouvelliste, La Tribune et La Voix de l'Est[21].
  - - Lors d'un débat entre les candidats à la direction du Parti québécois à l'université Laval, Pierre Karl Péladeau déclare que l'immigration met en péril le projet d'indépendance du Québec. On n'aura pas 25 ans pour le réaliser, déclare-t-il[22]. Devant le tollé provoqué par cette déclaration il présente ses excuses le lendemain[23].
- 23 mars - Début de la grève étudiante québécoise de 2015. Une manifestation étudiante contre l'austérité est dispersée par les policiers à Montréal[24].
- 26 mars - Le gouvernement livre un budget équilibré pour la première fois depuis 2008-2009. Les dépenses sont de 98,6 milliards $ et les recettes de 100,2 milliards $ pour un surplus de 1,2 milliard $. La taxe santé sera abolie en 2019. Il n'y a pas de hausses de taxes ni d'impôts. La dette nette est de 190 milliards $[25].
- 27 mars - La Cour suprême, à cinq juges contre quatre, statue que le gouvernement fédéral peut détruire les fichiers québécois du registre des armes d'épaule[26]. Québec déclare son intention de créer un registre québécois des armes à feu[27].

### Avril
- 1er avril - Mise en application de la réforme des centres intégrés de santé et de services sociaux[28].
- 7 avril
  - - Le caquiste Gérard Deltell annonce qu'il se présentera pour le Parti conservateur à la prochaine élection fédérale[29].
  - - Le nouvel amphithéâtre de Québec portera le nom de Centre Vidéotron[30].
- 15 avril - La Cour suprême du Canada statue que la prière au début d'une séance du conseil municipal contrevient à l'obligation de neutralité religieuse de l'État. Elle donne ainsi raison au Mouvement laïque québécois qui contestait au maire de Saguenay, Jean Tremblay, le droit de réciter une prière avant une séance du conseil municipal de sa ville[31].
- 22 avril - Bernard Drainville se désiste dans la course à la direction du Parti québécois. Il donne son appui à Pierre Karl Péladeau[32].

### Mai
- 1er mai - Le salaire minimum au Québec hausse de 20 cents à 10,55 $[33].
- 4 mai - Denis Grondin, jusqu'alors évêque auxiliaire de Québec, est nommé archevêque de Rimouski[34].
- 10 mai - Pierre Céré se désiste dans la course à la direction du Parti québécois. Il appelle ses soutiens à voter pour Martine Ouellet ou Alexandre Cloutier[35].
- 11 mai - Philippe Couillard est le premier premier ministre du Québec depuis Jean Lesage en 1964 à prononcer un discours devant l'Assemblée législative de l'Ontario. Il demande une plus grande autonomie pour les provinces canadiennes[36].
- 15 mai - Pierre Karl Péladeau remporte la course à la direction du Parti québécois avec 58 % des votes. Alexandre Cloutier obtient 29 % et Martine Ouellet 13 %. Péladeau succède ainsi à  l'ancienne première ministre du Québec Pauline Marois qui a démissionné le 7 avril 2014[37].
- 19 mai - Le groupe Québecor vend la chaîne de magasins Archambault au groupe concurrent Renaud-Bray[38].
- 26 mai - La commission parlementaire portant sur les actifs de Pierre Karl Péladeau dans Québecor commence ses travaux. Le chef du Parti québécois promet de les placer dans une fiducie sans droit de regard, mais les autres partis de l'Assemblée nationale voudraient revoir les normes en vigueur[39].
- 28 mai - L'écrivain Dany Laferrière est intronisé à l'Académie française[40].

### Juin
- 3 juin : Le gouvernement annonce la nomination d'Éric Martel à titre de président-directeur général d'Hydro-Québec[41].
- 8 juin : Les libéraux Sébastien Proulx et Véronyque Tremblay remportent les élections partielles de Jean-Talon et Chauveau[42].
- 10 juin
  - Gilles Duceppe redevient chef du Bloc québécois en prévision de l'élection fédérale canadienne de 2015, Mario Beaulieu lui cédant son siège[43].
  - Québec présente son projet de loi assurant la neutralisation religieuse de l'État. Un autre projet de loi vise à lutter contre les discours haineux qui incitent à la violence[44].

### Juillet
- 8 juillet - Québec s'engage à réduire ses émissions de gaz à effet de serre de 80 à 95 % d'ici 2050[45].
- 9 juillet - La Maison olympique du Canada est inaugurée à Montréal. L'ex-gymnaste et championne des Jeux de Montréal, Nadia Comăneci, se trouve parmi les invités de marque[46].
- 13 juillet - Québec les Cris signent une entente concernant un litige territorial les opposant depuis plusieurs années. Ce territoire s'étend du lac Saint-Jean à la baie James. L'entente prévoit une harmonisation des activités forestières et la création d'une aire protégeant la forêt boréale[47].
- 15 juillet - Une foule record de 93 000 personnes assistent à un concert des Rolling Stones sur les Plaines d'Abraham à l'occasion du Festival d'été de Québec[48].
- 21 juillet - L'ancien bâtonnier Michel Doyon est nommé lieutenant-gouverneur du Québec[49].

### Août
- 2 août - Le premier ministre canadien Stephen Harper déclenche la plus longue campagne électorale de l'histoire récente du Canada car elle durera 78 jours. Les élections se tiendront le 19 octobre[50].
- 11 août - La FTQ et la CSN appuient le NPD dans la campagne électorale. Il s'agit d'un appui stratégique afin de défaire les conservateurs[51].
- 15 août - Le chef péquiste Pierre Karl Péladeau épouse Julie Snyder à Québec[52].
- 22 août - La députée libérale de Saint-Henri—Sainte-Anne, Marguerite Blais, annonce son retrait de la vie politique[53].
- 24 août - Le député libéral de Fabre, Gilles Ouimet, annonce son retrait de la vie politique[54].
- 26 août - La députée caquiste d'Arthabaska, Sylvie Roy, annonce qu'elle quitte son parti et qu'elle siégera désormais comme indépendante[55].
- 31 août - La commission Robillard propose qu'Ottawa perçoive l'impôt québécois à la place de Revenu Québec. Elle demande également la fin du monopole de la SAQ[56].

### Septembre
- 3 septembre - Le député péquiste de René-Lévesque, Marjolain Dufour annonce son retrait de la vie politique[57].
- 6 septembre - La cofondatrice de Montréal, Jeanne Mance, accède au statut de vénérable[58].
- 12 septembre - Le Centre Vidéotron est inauguré à Québec[59].
- 16 septembre - La Presse annonce que sa version papier journal disparaîtra en semaine à partir du 1er janvier 2016. Seule la version numérique sur tablette sera désormais accessible[60].
- 22 septembre - Le député libéral de Beauce-Sud, Robert Dutil, annonce son retrait de la vie politique[61].
- 24 septembre - Michel Doyon est assermenté en tant que 29e lieutenant-gouverneur du Québec[62].
- 30 septembre - Reconnue coupable de fraude, l'ancienne lieutenante-gouverneure, Lise Thibault, écope de 18 mois de prison. Elle devra aussi rembourser 300 000 $ aux gouvernements du Québec et du Canada[63].

### Octobre
- 3 octobre - L'avocat Marcel Aubut de Québec remet sa démission à titre de président du Comité olympique canadien en raison d'allégations de harcèlement sexuel[64].
- 8 octobre - Le Front commun annonce des grèves tournantes à partir du 26 octobre si les négociations avec le gouvernement Couillard n'aboutissent pas[65].
- 19 octobre - Le Parti libéral de Justin Trudeau remporte les élections et formera un gouvernement majoritaire. Le résultat au Canada est de 184 libéraux, 99 conservateurs, 44 néo-démocrates, 10 bloquistes et 1 verts. Au Québec, les résultats sont de 40 libéraux, 16 néo-démocrates, 12 conservateurs et 10 bloquistes mais Gilles Duceppe perd dans sa circonscription de Laurier-Sainte-Marie. Les libéraux, dans cette province, ont remporté 35,5 % des votes, les néo-démocrates 25 %, les bloquistes 20 % et les conservateurs 17 %[66]. Quelques candidats vedettes (donc Mario Beaulieu, Alexandre Boulerice, Gérard Deltell, Mélanie Joly et Alain Rayes) sont également élus. Le parti Forces et Démocratie est rayé de la carte.
- 20 octobre - À la suite de sa défaite électorale, Stephen Harper démissionne de son poste de chef du Parti conservateur. Il siégera désormais comme simple député[67].
- 22 octobre
  - Gilles Duceppe quitte la chefferie du Bloc québécois[68]. Le député fédéral de la Rivière-du-Nord Rhéal Fortin assure l'intérimaire jusqu'à l'élection d'un nouveau chef.
  - Le député péquiste de Chicoutimi, Stéphane Bédard, annonce son retrait de la vie politique[69].
- 26 octobre - Dans le cadre des négociations dans le secteur public, le Front commun commence une série de grèves tournantes qui doivent durer une semaine. Les secteurs de la santé et de l'éducation sont également touchés[70].
- 29 octobre - Québec annonce l'investissement de 1,3 milliard $ en partenariat avec Bombardier pour les avions CSeries[71].

### Novembre
- 3 novembre - une vague de rumeurs d'alertes à la bombe dans plusieurs écoles au Québec et d'autres en Ontario ont lieu après que les directions aient reçu des courriels menaçants d'origines inconnues. Plusieurs écoles primaires, secondaires et de même des Cégeps francophones et anglophones doivent procéder à l'évacuation[72]. Le lendemain, quatre jeunes adolescents de Gatineau sont arrêtés en lien avec ces menaces.
- 4 novembre - le cabinet Trudeau est assermenté. Parmi ses ministres, citons Stéphane Dion (Affaires étrangères), Jean-Yves Duclos (Famille, des Enfants et du Développement social), Marc Garneau (Transports), Mélanie Joly (Patrimoine) et Diane Lebouthillier (Revenu national)[73].
- 7 novembre - Lors de son conseil général à Laval, la Coalition avenir Québec adopte un virage plus nationaliste[74].
- 8 novembre - Ariane Moffatt et Jean Leloup sont les interprètes de l'année lors du 37e gala des prix Félix. Jean Leloup remporte d'ailleurs trois prix Félix[75].
- 9 novembre - Quatre élections partielles ont lieu pour remplacer des députés démissionnaires. Le péquiste Martin Ouellet remporte la victoire dans René-Lévesque, alors que les libéraux Dominique Anglade, Monique Sauvé et Paul Busque sont vainqueurs respectivement dans Saint-Henri—Sainte-Anne, dans Fabre et dans Beauce-Sud[76].
- 13 novembre : première du film d'animation La Guerre des tuques 3D. Il s'agit d'un remake du film La Guerre des tuques d'André Melançon sorti en 1984[77].
- 24 novembre - Le rapport de la commission Charbonneau est finalement déposé et rendu public. Il propose 60 recommandations pour enrayer la collusion et la corruption au Québec[78].

### Décembre
- 1er décembre - La Cour supérieure suspend pour quelques mois l'application de la loi sur l'aide médicale à mourir[79].
- 3 décembre - Québec dépose un projet de loi créant un nouveau registre des armes à feu[80].
- 4 décembre
  - Québec dépose son projet de loi 86 devant réformer les commissions scolaires[81].
  - L'Assemblée nationale adopte la loi 54 sur la protection des animaux. La province avait la réputation d'être la capitale des usines à chiots du continent[82].
- 6 décembre - Guy Turcotte est reconnu coupable des meurtres non prémédités de ses deux enfants, au terme d'un deuxième procès. Le drame s'était produit le 20 février 2009. Turcotte avait été reconnu non criminellement responsable lors de son premier procès[83].
- 9 décembre - 400 000 employés du secteur public déclenchent une grève d'une journée à travers le Québec. Certains enseignants feront une grève de trois jours. Ils manifestent entre autres sur la colline parlementaire à Québec ainsi que dans les rues de Montréal[84].
- 10 décembre
  - Les premiers réfugiés syriens arrivent à Toronto. Certains d'entre eux seront conduits à Montréal dans les prochains jours[85].
  - La loi sur l'aide médicale à mourir entre en vigueur[86].
  - Québec annonce qu'un nouveau pont reliant la côte de Beaupré à l'île d'Orléans sera construit et sera fonctionnel d'ici 2024[87].
- 12 décembre - La Sûreté du Québec annonce que les ossements de Cédrika Provencher, disparue depuis huit ans, ont été retrouvés la veille dans un boisé près de Trois-Rivières[88].
- 17 décembre - Québec et le Front commun du secteur public concluent une entente de principe[89].
- 22 décembre - La Cour d'appel du Québec énonce que les articles de la loi sur l'aide médicale à mourir ne contredisent pas les articles du Code criminel comme l'avait affirmé la Cour supérieure au début du mois[90].
- 31 décembre - Après 131 ans, La Presse cesse la publication de son édition imprimée les jours de semaine[91].

## Décès
- 2 janvier - Suzanne Lapointe (animatrice et chanteuse)  (º 16 mai 1934)
- 10 janvier - 
  - Réjean Paul (juge) (º 1943)
  - Francis Simard (ancien membre du FLQ) (º 1947)
- 15 janvier - Michel Daigle (acteur) (º 4 mai 1945)
- 19 janvier - Michel Guimond (ancien député du Bloc québécois) (º 26 décembre 1953)
- 8 février - Gilles Rhéaume (militant indépendantiste) (º 25 octobre 1951)
- 9 février - Claude Ruel (ancien entraîneur de hockey sur glace) (º 12 septembre 1938)
- 11 mars - Georges Mamelonet (homme politique) (º 30 novembre 1954)
- 30 mars - Réginald Martel (écrivain, journaliste) (º 28 septembre 1936)
- 4 avril - Elmer Lach (joueur de hockey) (º 22 janvier 1918)
- 6 avril - Dollard St-Laurent (joueur de hockey) (º 12 mai 1929)
- 8 avril - Jean-Claude Turcotte (ex-archevêque de Montréal) (º 26 juin 1936)
- 23 avril - Pierre Claude Nolin (homme politique) (º 30 octobre 1950)
- 26 avril - Marcel Pronovost (joueur de hockey) (º 15 juin 1930)
- 1er juin - Jacques Parizeau (ancien premier ministre du Québec) (º 9 août 1930)
- 15 juin - Jean Doré (ancien maire de Montréal) (º 12 décembre 1944)
- 1er juillet - Arthur Porter (homme d'affaires) (º 11 juin 1956)
- 8 juillet - Monique Joly (actrice) (º 11 janvier 1933)
- 20 juillet - Jean Alfred (homme politique) (º 10 mars 1940)
- 3 août - Gabrielle Labbé (mère de René et Nathalie Simard) (º 21 novembre 1934)
- 4 août - Normand Girard (journaliste) (º 27 décembre 1932)
- 20 août - Jocelyne Ouellette (femme politique et administratrice) (º 6 avril 1944)
- 25 août - Dick Marshall (Léo Morneau) (lutteur et promoteur de lutte) (⁰ 10 novembre 1921)
- 31 août - Guy Godin (acteur) (º 18 juillet 1932)
- 24 septembre - Hugo St-Cyr (acteur) (º 23 novembre 1978)
- 30 septembre - Pierre de Bellefeuille  (homme politique) (º 12 mai 1923)
- 3 novembre - Normand L'Amour (chanteur) (º 6 septembre 1930)
- 7 novembre - Steve Fiset (chanteur) (º 15 décembre 1946)
- 13 novembre - Georges-Hébert Germain (écrivain) (º 20 août 1944)
- 28 novembre - Aurèle Audet (homme politique) (º 12 octobre 1920)
- 10 décembre - Denis Héroux (réalisateur de cinéma) (º 15 juillet 1940)
- 11 décembre - Jacques Hurtubise (créateur de bandes dessinées) (º novembre 1950)
- 19 décembre - Dickie Moore (joueur de hockey) (º 6 janvier 1931)